# Marcel Langiller

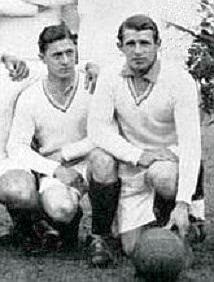
Marcel Langiller (rechts) bei der Weltmeisterschaft 1930 in Uruguay

Marcel Langiller (* 2. Juni 1908 in Charenton-le-Pont, Département Val-de-Marne; † 28. Dezember 1980) war ein französischer Fußballspieler und Vereinsfunktionär.

## Vereinskarriere
Der Linksaußen spielte schon als Jugendlicher für CA Paris, einen der ältesten Fußballvereine des Landes. 1927 machte Marcel Langiller, der „la caille“ („die Wachtel“) genannt wurde, erstmals über Paris hinaus auf sich aufmerksam, als er mit CAP nacheinander die Pariser Meisterschaft und die anschließende Endrunde der regionalen Meister – das allerdings noch unter Amateurbedingungen, und als offizielle Titel zählt der französische Verband FFF erst die ab der Saison 1932/33 errungenen – ohne Niederlage gewann und sich im Landespokal erst im Halbfinale gegen Olympique Marseille (1:1, im Wiederholungsspiel allerdings 0:6) geschlagen geben musste. In diesen Wochen wurde Langiller auch erstmals in die Nationalelf berufen.
1928 erreichte CAP mit seiner sehr jungen, vielversprechenden Mannschaft, in der sich neben Langiller insbesondere die Brüder Jean und Lucien Laurent hervortaten, das Pokalendspiel; das gewann dann allerdings der hohe Favorit Red Star Paris mit 3:1. Langiller hatte sich schon früh eine Verletzung zugezogen, aber die Möglichkeit, auszuwechseln, bestand damals noch nicht.
Red Star spielte, wie etliche andere Klubs in der zweiten Hälfte der 1920er, unter professionellen Bedingungen, obwohl das in Frankreich bis 1932 verboten war – allerdings gab es viele Möglichkeiten, den Schein des Amateurismus zu wahren und seinen Spielern, von denen ein Teil schon damals auch aus dem Ausland kam, gleichzeitig einen guten Lebensunterhalt zu ermöglichen (mehr zu diesem Thema siehe hier). CA Paris gehörte nicht dazu, wohl aber der erst 1928 gegründete und von mehreren Unternehmen finanziell unterstützte Excelsior AC Roubaix aus dem nordfranzösischen Industrierevier – und in Roubaix spielte Marcel Langiller nach seiner Rückkehr von der Olympiade 1928 bis zum Sommer 1933. Seine letzte Saison bei Excelsior war gleichzeitig die erste, in der es eine landesweite Profiliga, die Division 1, gab, wenn auch noch in zwei Staffeln mit Endspiel der Gruppensieger ausgetragen. In der Liga wurde der EACR zwar nur Sechster von zehn Vereinen der Groupe A, aber im Pokal kam das Team ins Finale. Diesmal war Langillers Elf der hohe Favorit, denn es ging nur gegen einen Zweitligisten: die Amateure von Racing Roubaix. In diesem Lokalderby, zu dem „halb Roubaix“ ins Pariser Prinzenparkstadion gereist war, eröffnete der Linksaußen schon nach drei Minuten den Torreigen; nach 26 Minuten führte Excelsior bereits 3:0. Nach der Halbzeit allerdings verkürzte Racing auf 1:3, und der „Große“ mit all seinen Nationalspielern (neben Langiller u. a. Célestin Delmer und Noël Liétaer) hatte alle Mühe, den Vorsprung zu verteidigen, um den Pokal entgegennehmen zu können.
Langiller blieb anschließend gleich in der Hauptstadt, denn 1933/34 trat er für Red Star an, die er zur Meisterschaft in der jetzt gleichfalls professionellen Division 2 führte, nur um dann zur AS Saint-Étienne zu wechseln, mit der er aber nur einen Mittelfeldplatz in der zweiten Liga belegte. 1935 kehrte er nach Paris und zu seinem Stammverein CAP zurück, mit dem er die nächsten drei Jahre auch nur im Tabellenmittelfeld der Division 2 landete; seiner persönlichen Klasse tat das aber keinen Abbruch und obwohl er für die WM 1934 nicht nominiert wurde, absolvierte er bis 1937 weiterhin Länderspiele. 1938, mit erst 30 Jahren, beendete er seine Profikarriere.

### Stationen
- Cercle Athlétique Paris (bis 1928)
- Excelsior Athlétic Club Roubaix (1928–1933)
- Red Star Olympique Paris (1933/34)
- AS Saint-Étienne (1934/35)
- CA Paris (1935–1938)

## Nationalspieler
Marcel Langiller stand zwischen Mai 1927 und Dezember 1937 in insgesamt 30 Länderspielen für Frankreich auf dem Rasen, in denen er auch sieben Tore erzielte, zwei davon 1928 bzw. 1931 gegen den „Fußballlehrmeister“ England. In sieben Begegnungen war er Mannschaftskapitän der Bleus. 1928 nahm er am olympischen Fußballturnier in Amsterdam und zwei Jahre später an der ersten Weltmeisterschaft teil. Dort bestritt er alle drei französischen Spiele in Uruguay, gab im ersten Spiel gegen Mexiko in Montevideo die erste Torvorlage bei Fußballweltmeisterschaften überhaupt und traf selbst auch im Spiel gegen Mexiko.
Zehn Begegnungen für die Équipe tricolore fielen in die beiden Karriereabschnitte, als er die Farben des Cercle Athlétique trug, 17 während seiner Jahre in Roubaix und drei in seiner Zeit bei Red Star.

## Leben nach der Zeit als Spieler
Vermutlich wurde Marcel Langiller im Zweiten Weltkrieg zur Armee eingezogen. Spätestens 1945 tauchte er wieder bei „seinem CAP“ auf – und zwar als Vereinspräsident. Diese ehrenamtliche Funktion hatte er bis weit in die 60er Jahre inne, und in diese Zeit fiel 1963 auch die Aufgabe, den Klub aus dem Profibereich abzumelden. Nach drei Jahrzehnten Zugehörigkeit zur fußballerischen Elite Frankreichs war dies für Langiller, der selbst den größten Teil dieser Zeit als Spieler und Funktionär mitgestaltet hatte, ein wirtschaftlich notwendiger, aber persönlich schmerzhafter Entschluss. 1980 verstarb er, der als einer der besten französischen Fußballer der 30er Jahre gilt, im Alter von 72 Jahren.

## Palmarès
- Französischer Fußballmeister: Fehlanzeige (aber inoffizieller Meister 1927)
- Französischer Pokalsieger: 1933 (und Finalist 1928)
- 30 A-Länderspiele und 7 Tore für Frankreich; Olympiateilnehmer 1928 und WM-Teilnehmer 1930